# Vînători
Vînători è un comune della Moldavia situato nel distretto di Nisporeni di 1.127 abitanti al censimento del 2004